# Futurama (film)
Pour les articles homonymes, voir Futurama (homonymie).
Pour plus de détails, voir Fiche technique et Distribution.
Futurama (The Spirit of '76) est un film américain réalisé par Lucas Reiner, sorti en 1990.

## Fiche technique
- Titre original : The Spirit of '76
- Titre français : Futurama
- Réalisation et scénario : Lucas Reiner (en)
- Photographie : Stephen Lighthill
- Montage : Glen Scantlebury
- Musique : David Nichtern
- Production : Roman Coppola et Fred Fuchs (en)
- Pays d'origine : États-Unis
- Format : Couleurs - 1,85:1 - Mono
- Genre : Comédie, science-fiction
- Durée : 82 minutes
- Date de sortie : 1990

## Distribution
- Mark Mothersbaugh : Chevron-17
- Gerald V. Casale : Yale-44
- Carl Reiner : le docteur Von Mobil
- Nancye Ferguson : l'infirmière
- David Cassidy : Adam-11
- Bob Casale : Ron-29
- David Kendrick : Ron-31
- Geoff Hoyle : Heinz-57
- Olivia d'Abo : Chanel-6
- Jeffrey McDonald : Chris Johnson
- Steve McDonald : Tommy Sears
- Liam O'Brien II : Rodney Sondgrass
- Leif Garrett : Eddie Trojan
- Julie Brown : Miss Liberty
- Martin von Haselberg : Routh
- Rob Reiner : le docteur Cash